# 恰克恰克 (文艺)
恰克恰克（維吾爾語：چاقچاق‎，拉丁维文：Chaq Chaq）是维吾尔人民间以逗人发笑为目的的幽默文艺形式。盛行于中华人民共和国新疆维吾尔自治区伊犁地区的维吾尔族群众中，在全新疆及周边区域的维吾尔群众中也有流传。是中华人民共和国国家级非物质文化遗产代表性项目，其保护单位为伊宁市文化馆。

## 历史和发展
恰克恰克是从维吾尔人日常交流中产生的笑话、趣语中形成的。是以逗人发笑为目的的幽默语言艺术。恰克恰克在维吾尔群体中保持着旺盛的生命力，是维吾尔群体娱乐活动麦西热甫中必不可少的内容。除了麦西热甫，在节假婚礼、日常聚会亦或仅是见面聊天等场合也会进行恰克恰克表演。恰克恰克以中华人民共和国新疆维吾尔自治区伊犁地区伊宁市、伊宁县、霍城县、尼勒克县、巩留县、新源县、特克斯县、昭苏县等地为中心，在全疆及周边地区都有传播。
公元十世纪开始，与恰克恰克相近的莱提派（维吾尔语：letipe，也会被译为拉提帕）已经在民间及宫廷表演中出现。11世纪语言学家麻赫穆德·喀什噶里所撰写的《突厥语大词典》有与恰克恰克相关的维吾尔口头文学的记载。历史上，伊犁地区出现过亚库甫吹牛大王、吾甫尔灯葫芦、吐尔逊·铁依甫、麦西热甫·热赫木巴、毛拉赛依丁等恰克恰克大师或者著名的说笑者。二十世纪50年代，就已经开始了对恰克恰克的研究。从80年代开始，关于恰克恰克的研究开始增多。与此同时，被称为“活着的阿凡提”、“伊犁笑话大王”的恰克恰克奇（恰克恰克的表演者）伊沙木·库尔班将恰克恰克推向了千家万户，此时甚至被称为“伊沙木时代”。经过伊沙木·库尔班的推广，恰克恰克从伊犁地区逐渐流传至新疆及包括中亚地区在内的周边区域。2011年，恰克恰克被列入了第三批《国家级非物质文化遗产代表性项目名录》，国家级非物质文化遗产传承人先后由伊沙木·库尔班、黑萨木丁·库尔万、阿合买提江·玉素甫担任。

## 型式与特点
恰克恰克主要被分为两种或五种型式。以两种而言，最常见的是攻击型和故事型恰克恰克。攻击型恰克恰克是两、三名恰克恰克奇扮演不同的角色进行舌战。攻击型恰克恰克并没有固定的主题或框架，不同的场景决定了不同的主题。在围绕某一主题下，恰克恰克奇通过各种手段和幽默的语言对对方进行讽刺。恰克恰克奇临场反应力和观察力以及语言组织能力决定了现场的激烈程度。攻击方步步紧逼，防守方则句句为营。现场气氛往往紧张且欢快。故事型恰克恰克即莱提派型恰克恰克，部分地区被称为幽木尔（维吾尔语：yumur，即英语humour或俄语Юмор的借词）。故事型恰克恰克是恰克恰克奇通过讲述短小的故事，一个出人意料且幽默的结尾引发现场听众欢笑。故事型恰克恰克具有短小干练、语言精简，故事题材来源自生活，往往带有强烈的讽刺和哲理。以五种型式的恰克恰克而言，除了以上两种恰克恰克，还包括绰号型恰克恰克、谚语型恰克恰克和歌谣型恰克恰克。维吾尔族群间有将人的姓名和绰号连读的习俗，绰号型恰克恰克就是利用谐音、多义、联想、曲解等方式重新解读某人的绰号，从而达到逗乐的目的。谚语型恰克恰克和攻击型恰克恰克类似，对对方进行攻击讽刺，对方亦通过相同方式进行反击。不过使用的都是谚语或俗语，这就使得恰克恰克奇具有丰厚的文化底蕴，需要将大量的民间谚语俗语熟记于心。歌谣型恰克恰克是通过使用诗意的语言表述进行的幽默表演，具有维吾尔民间歌谣的语言特点，对话押韵。这使得恰克恰克奇需要大量的知识储备和语言技巧。在一些地方，歌谣型恰克恰克会被细分为西日型（shér）、卡皮耶型（qapiye）和苏子欧尤尼型（söz uyun）等不同种类，即诗歌型、押韵型及文字游戏型等。此外，在不同的地区还存在更多的恰克恰克型式。例如一方模仿某种其他语言的语调，另一方通过幽默语言进行“翻译的翻译型（terjime）恰克恰克、模仿南疆人或男人、女人、小孩的模仿型（teqlidi）恰克恰克以及不符合正常说话逻辑的颠三倒四型（taqatuqa）恰克恰克等。
恰克恰克的表演具有即兴、随意、具有教育警示且存于民众的特质。恰克恰克可根据当时当地的情景进行即兴表演，化妆、服装、道具均非必须，时间场地也无固定。恰克恰克经常通过简洁凝练的开玩笑来鞭笞丑恶。恰克恰克和维吾尔民间习俗息息相关，在维吾尔人的社会生活中占据着重要位置。